# Uskana
Uskana, Uscana ali Hiskana, antično mesto ilirskega plemena Penestov v sedanji Albaniji. 
V 2. stoletju pr. n. št. je imelo 10.000 prebivalcev. Rimski zgodovinar Tit Livij omenja, je mesto v tretji makedonski vojni leta 170/169 pr. n. št. osvojil makedonski  kralj Perzej. Mesto je zatem napadel Alij Klavdij Centon in bil odbit. V drugem napadu so Rimljani po tridnevnem hitrem pohodu iz Stubere presenetili Perzeja in osvojili mesto.